# Daniel Barbosa de Almeida
Daniel Barbosa de Almeida Silva (Maceió, 27 de outubro de 1984) é um empresário, publicitário e político brasileiro filiado ao Progressistas (PP). É deputado federal por Alagoas.

## Deputado Federal
Nas eleições estaduais de 2022 foi eleito pelo Progressistas , deputado federal á uma cadeira na  Câmara dos Deputados para 57° legislatura (2023 - 2027) com 63.385 votos.